# Шефленц
Шефленц (нем. Schefflenz) — община в Германии, в земле Баден-Вюртемберг. 
Подчиняется административному округу Карлсруэ. Входит в состав района Неккар-Оденвальд.  Население составляет 4144 человека (на 31 декабря 2010 года). Занимает площадь 36,97 км².
Коммуна подразделяется на 4 сельских округа.

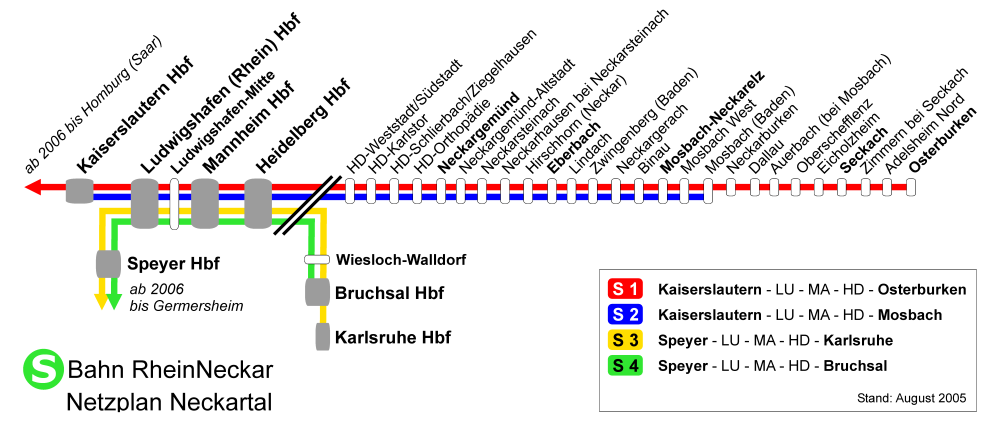
Шефленц